# Klingetorp

Klingetorp är en by belägen en knapp kilometer utanför orten Österäng i Forshems socken i Götene kommun. En samling gårdar som nämnts i skrifter från 1500-talet och med all sannolikhet fanns före Röde Påle. (äldre benämning på Österäng).
En av gårdarna heter Jutabacken och den har sannolikt fått sitt namn av de danska jutarna som var ute och krigade i Europa på 1600-talet. Det har gjorts fynd som tyder på att detta kan ha sin riktighet. Vid utgrävningar har man hittat såväl mynt, uniformsknappar som gamla kokgropar.